# Američki vojni rendžeri
75. regimenta Rangera, poznatija kao United States Army Rangers, je laka pješačka snaga za specijalne operacije Američke Kopnene Vojske.